# Paul Schmitt (Journalist)
Paul Schmitt (* 1900; † 1953), Pseudonym Paolo Agostino Sebastiani war ein deutsch-schweizerischer Journalist und Geschäftsmann.

## Leben
Nach dem Schulbesuch studierte Schmitt Ökonomie und Politikwissenschaft an der Universität München. In den 1920er Jahren war er Partner bei der Schneider und Münzig Bank. Später wurde er Direktor des Verlages Knorr & Hirth in München, für den er die Münchener Neuesten Nachrichten, einer der bedeutendsten deutschsprachigen Tageszeitungen ihrer Zeit, und der Süddeutschen Monatshefte als Geschäftsführer und Herausgeber betreute. Im Frühjahr 1933 wurde Schmitt im Gefolge der nationalsozialistischen Machtergreifung durch Leo Friedrich Hausleiter, einen Gefolgsmann Heinrich Himmlers ersetzt.
Im März 1934 floh Schmitt nach Warnungen, dass sein Leben in Gefahr sei, aus Deutschland. Einigen Quellen zufolge galt die Erschiessung des am 30. Juni 1934 im Gefolge des sogenannten Röhm-Putschs – nachweislich infolge einer Personenverwechselung – von der SS in Dachau exekutierten Musikkritikers der Münchener Neuesten Nachrichten, Wilhelm Eduard Schmid, eigentlich Schmitt. Diesen Quellen zufolge wurde Schmid von der Polizei aufgrund eines Anweisungszettels „Schmidt, Münchener Neueste Nachrichten“ verhaftet, nach Dachau gebracht und dort erschossen. Andere Quellen behaupten allerdings, dass Schmid mit dem Arzt Ludwig Schmitt, dem SA-Gruppenführer Wilhelm Schmid, dem SA-Sturmbannführer Willi Schmidt oder dem SA-Sturmbannführer Johannes Schmidt verwechselt worden sei.
Von 1934 bis 1938 studierte Schmitt patristische Theologie im Vatikan und in Rom. Danach arbeitete er als Rom-Korrespondent verschiedener Schweizer und österreichischer Zeitungen. 1938 wurde Schmitt als Flüchtling in der Schweiz aufgenommen, wo er kurz vor seinem Tod 1953 eingebürgert wurde.

## Schriften
- Vier philosophische Erzählungen, Bern 1950. (unter dem Pseudonym Paolo Agostino Sebastiani)

| Personendaten    | Personendaten                                        |
| ---------------- | ---------------------------------------------------- |
| NAME             | Schmitt, Paul                                        |
| ALTERNATIVNAMEN  | Sebastiani, Paolo Agostino (Pseudonym)               |
| KURZBESCHREIBUNG | deutsch-schweizerischer Journalist und Geschäftsmann |
| GEBURTSDATUM     | 1900                                                 |
| STERBEDATUM      | 1953                                                 |